# Keloid
Das Keloid ist ein durch überschießendes Wachstum von Fibroblasten entstehender, das Hautniveau überragender gutartiger Tumor, der nach Verletzungen (Narbenkeloid oder Narbengeschwulst), Operationen oder auch spontan auftreten kann und als ein gestörter Heilungsprozess anzusehen ist. Menschen dunkler Hautfarbe sind häufiger betroffen als hellhäutige. Den Prozess zur Bildung von Keloiden bezeichnet man als Keloidose.
Vom Keloid unterschieden wird die hypertrophe Narbe.

## Pathogenese

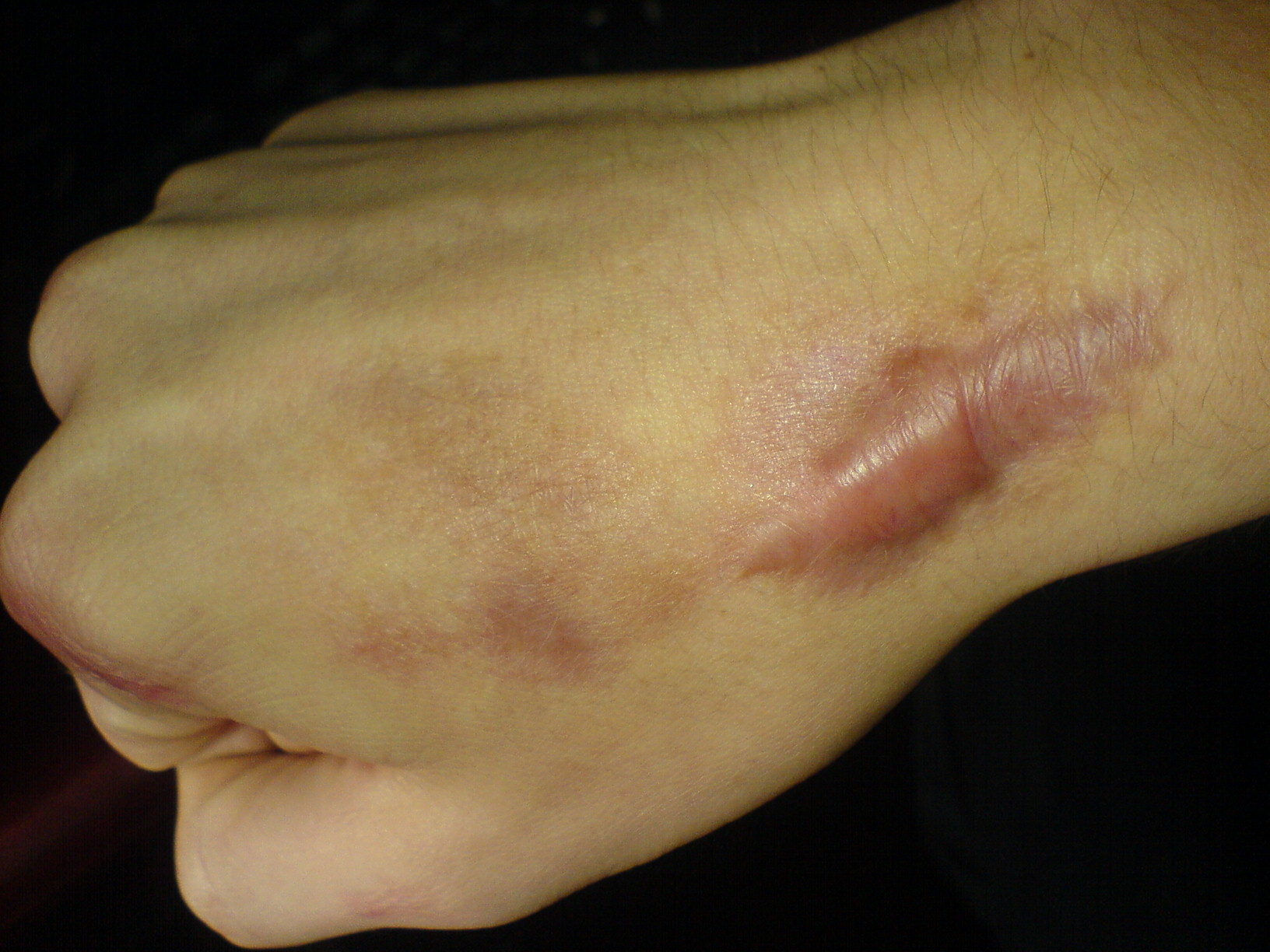
Keloid aus einer Operationswunde heraus entstanden (ca. 1 Jahr nach der OP)

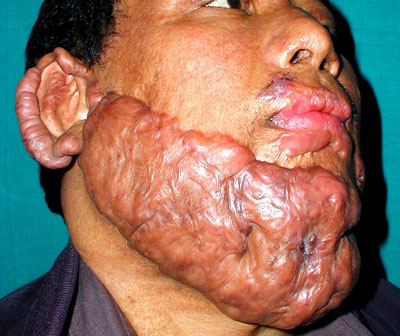
Massive Keloidbildung einer Verbrennungsnarbe

Die Ursache der Keloidbildung ist noch nicht komplett erforscht, aber eine genetische Disposition ist sicher. Die Aktivität der Fibroblasten wird unter anderem durch Wachstumsfaktoren aus Entzündungszellen und aus epidermalen Keratinozyten beeinflusst. Durch ein gestörtes Zusammenspiel dieser Faktoren wird offenbar das Gleichgewicht zwischen Synthese und Abbau des dermalen Kollagens verschoben.
Im Gegensatz zur hypertrophen Narbe kann sich das Keloid über die ursprüngliche Verletzung hinaus auf unbeschädigte Haut ausdehnen.

## Symptome
Das Keloid stellt sich dar als wulstförmig über das Hautniveau erhabene Gewebswucherung. Die Farbe kann von zartrosa bis tiefrot variieren; die Konsistenz ist hart-elastisch bis hart. Bevorzugte Lokalisationen sind Brust, Rücken und Schulterpartie. Normalerweise bestehen bis auf die ästhetische Beeinträchtigung keine Beschwerden, gelegentlich können Juckreiz, Berührungsempfindlichkeit und Dysästhesien auftreten.

## Therapie
Die Therapie von Keloiden ist schwierig, so dass häufig mehrere Therapieansätze versucht werden, um ein befriedigendes Ergebnis zu erreichen. Nur für wenige Verfahren liegen breit abgesicherte klinische Ergebnisse vor. Die Therapiebereitschaft des Patienten ist stark abhängig vom Leidensdruck, in der Regel dem Maß der ästhetischen Beeinträchtigung.

### Chirurgische Therapie
Die alleinige Exzision eines Keloids mit primärem Wundverschluss ist als Methode überholt, da es im Narbenbereich zu erneuter Keloidbildung kommt. Die OP wird deshalb mit einer Nachbehandlung (z. B. Injektion von Corticosteroiden oder Interferonen) kombiniert, die das Rezidiv verhindern soll. Weitere Methoden stellen Gewebetransplantationen von Keratinozyten oder die Verwendung von Spalthaut dar.

### Allgemeine medikamentöse Therapie
Eine allgemeine medikamentöse Therapie ist noch nicht bekannt. Aber japanische Forscher berichteten darüber, dass bei Patienten, die ein Antimykotikum (Itraconazol) zur Behandlung von Pilzinfektionen bekamen, nebenbei eine dramatische Besserung der Keloidnarben zu beobachten war.

### Lokale medikamentöse Therapie
Die lokale intraläsionale Einspritzung von Corticosteroiden (z. B. Triamcinolon) ist die verbreitetste Methode zur Therapie von Keloiden. Die Wirkung beruht auf einer Reduzierung der Kollagenproduktion in den Fibroblasten. Eine fragwürdige Alternative stellt die externe Behandlung mit corticosteroidhaltigen Cremes, Salben oder Pflastern dar, weil die zeitnahe Wirkstoffresorption in ausreichender Stärke bezweifelt werden muss.
Neben Corticosteroiden werden vereinzelt zellwachstumhemmende Zytostatika wie 5-Fluoruracil oder Bleomycin eingesetzt.

### Okklusionstherapie
Eine andere Methode ist das Abdecken des Narbengewebes mit Silikonfolien oder Silikongel. Als Wirkmechanismen werden hierbei Okklusions- und Hydratationseffekte angenommen.

### Kryotherapie
Die lokale Kälteapplikation ist ein aufwendiges und langwieriges Verfahren, dessen Wirkung auf der Veränderung der Mikrozirkulation im Keloid beruht. In mehreren Sitzungen wird die Läsion mittels des Kontakt- oder Sprühverfahrens eingefroren und dabei schrittweise reduziert. Einen Nachteil stellt die lange Heilungszeit nach der Kälteapplikation und die unerwünschte Depigmentierung der Haut dar.

### Kompressionsbehandlung
Lokal wirkender Druck auf das Keloid führt nach längerer Therapiedauer ebenfalls zu einer Abflachung der Narbe. Die Druckbehandlung wird in der Regel mit Kompressionsbandagen durchgeführt, gelegentlich ergänzt durch Kunststoffmasken oder Druckknöpfe an besonderen Stellen. Besonders gut eignen sich auch Silikonprodukte, die mit Druck appliziert werden.
Der Therapieeffekt stellt sich eher langsam ein, die Dauer der Behandlung kann mehr als zwei Jahre betragen. Die Methode wird – bei entsprechender Disposition – auch zur Verhinderung von Keloiden nach Operationen eingesetzt.
Die Kompressionsbehandlung wird gegen hypertrophe Narben nach Verbrennungen bereits länger erfolgreich eingesetzt. Es muss aber angemerkt werden, dass die quantitativ überschießende, sogenannte hypertrophe Narbenbildung pathogenetisch dem Keloid nicht gleicht.

### Ionisierende Strahlung
Ein bewährter Therapieansatz ist die Anwendung ionisierender Strahlung. Wenn ein störendes Keloid chirurgisch entfernt wird, ist die Rezidivrate ohne nachfolgende Therapie sehr hoch. Bei Anwendung der Strahlentherapie (z. B. 5 mal 3 Gy) wird dieses Rezidiv mit hoher Wahrscheinlichkeit verhindert.
Die Strahlentherapie sollte unbedingt innerhalb der ersten 24 Stunden nach chirurgischer Exzision des Keloides beginnen (erfordert zwingend eine vorherige Koordination von Operateur und Strahlentherapeut).